# 三角兽
三角兽，是中国传说的异兽，一个角一在頂上,一个角一在額上,一个角一在鼻上。赤色的身体，和火红火的脚。在《三才图会》中记载“三角兽” 是似鹿而三角的三角鹿。

## 出处
《元史·舆服志》: “三角兽旗,赤质,赤火焰脚,绘兽,其首类白泽,绿发,三角素质,白腹,跋尾绿色。”
《三才图会:三角兽》: “西凸山有三角兽,乃瑞兽也,先王法度修明则至。”
《宋书．符瑞志中》:“三角兽，先王法度修则至。”
《天镜》曰“王者承先王法度，无所遗失，则三角兽来。”
1. ↑  . Shanghai ci shu chu ban she. 2009 年 9 月 3 日: 202.
2. ↑  刘民壮. . 文匯出版社. 1993年: 493. ISBN 9787805312194.
3. ↑  古健青. . 中山大學出版社. 1991年: 171. ISBN 9787306003133.